# Segbroek College

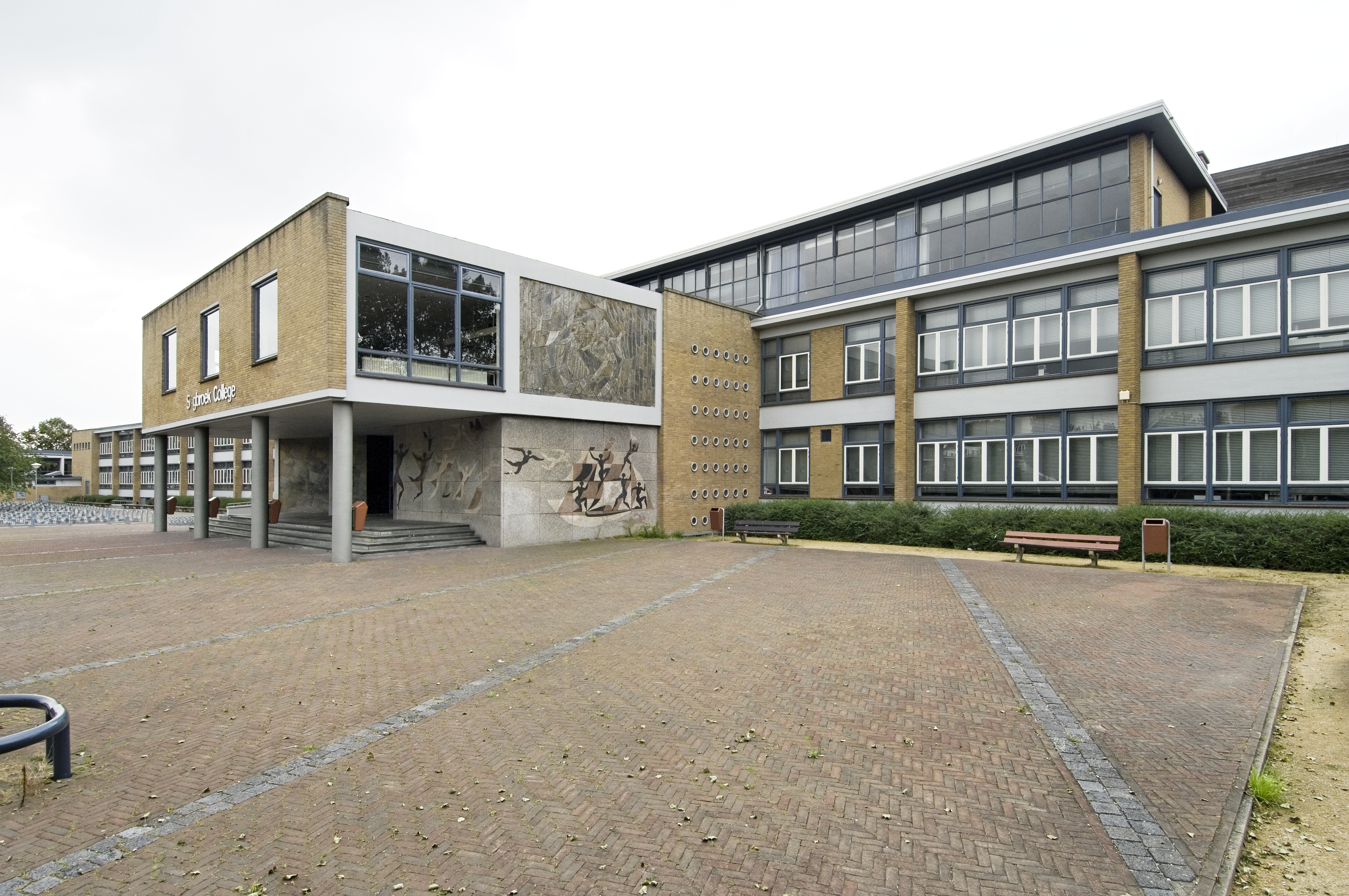
Segbroek College, vestiging Klaverstraat, rijksmonument, architect Sjoerd Schamhart

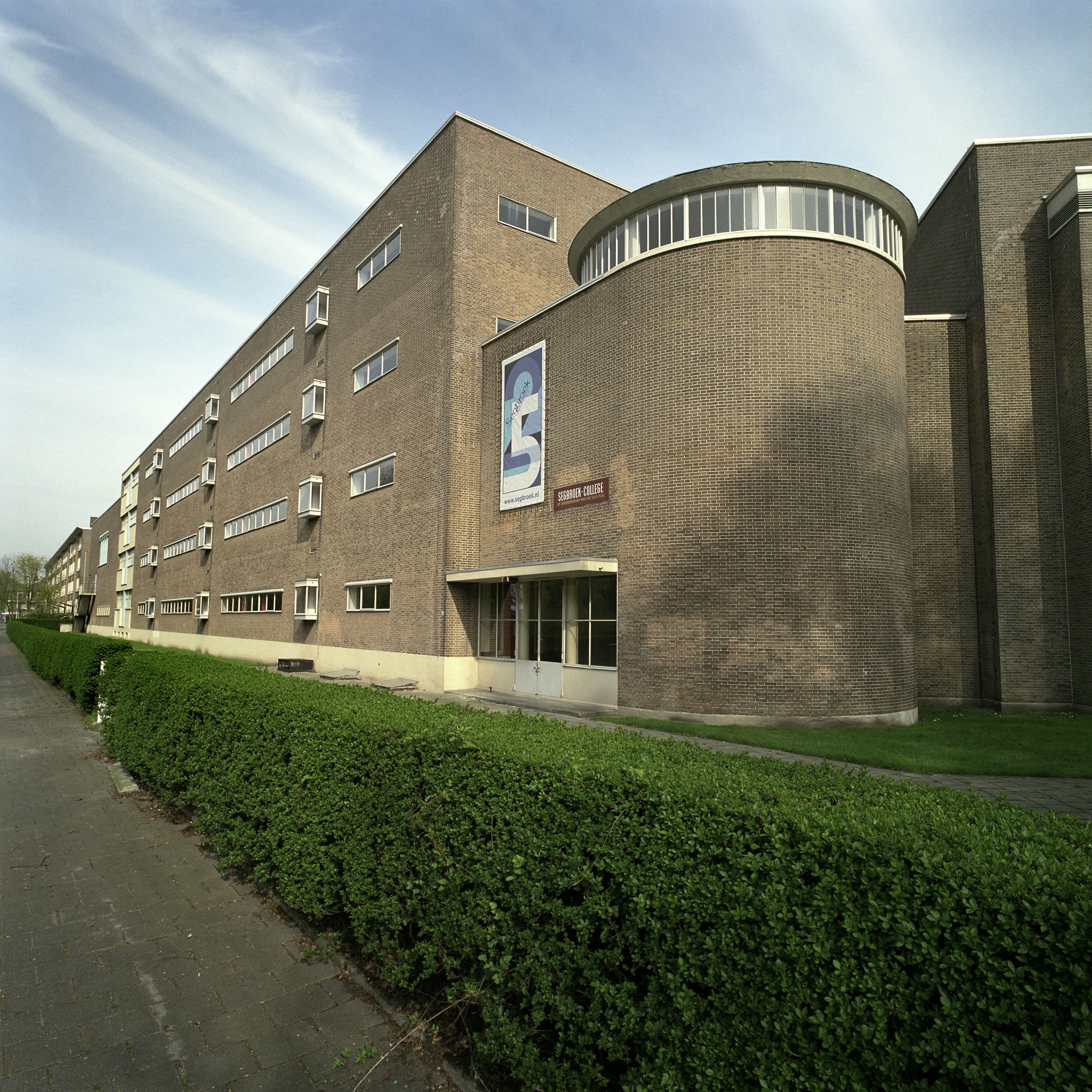
Segbroek College, vestiging Goudsbloemlaan, rijksmonument, architect Jacobus Johannes Pieter Oud (1956).

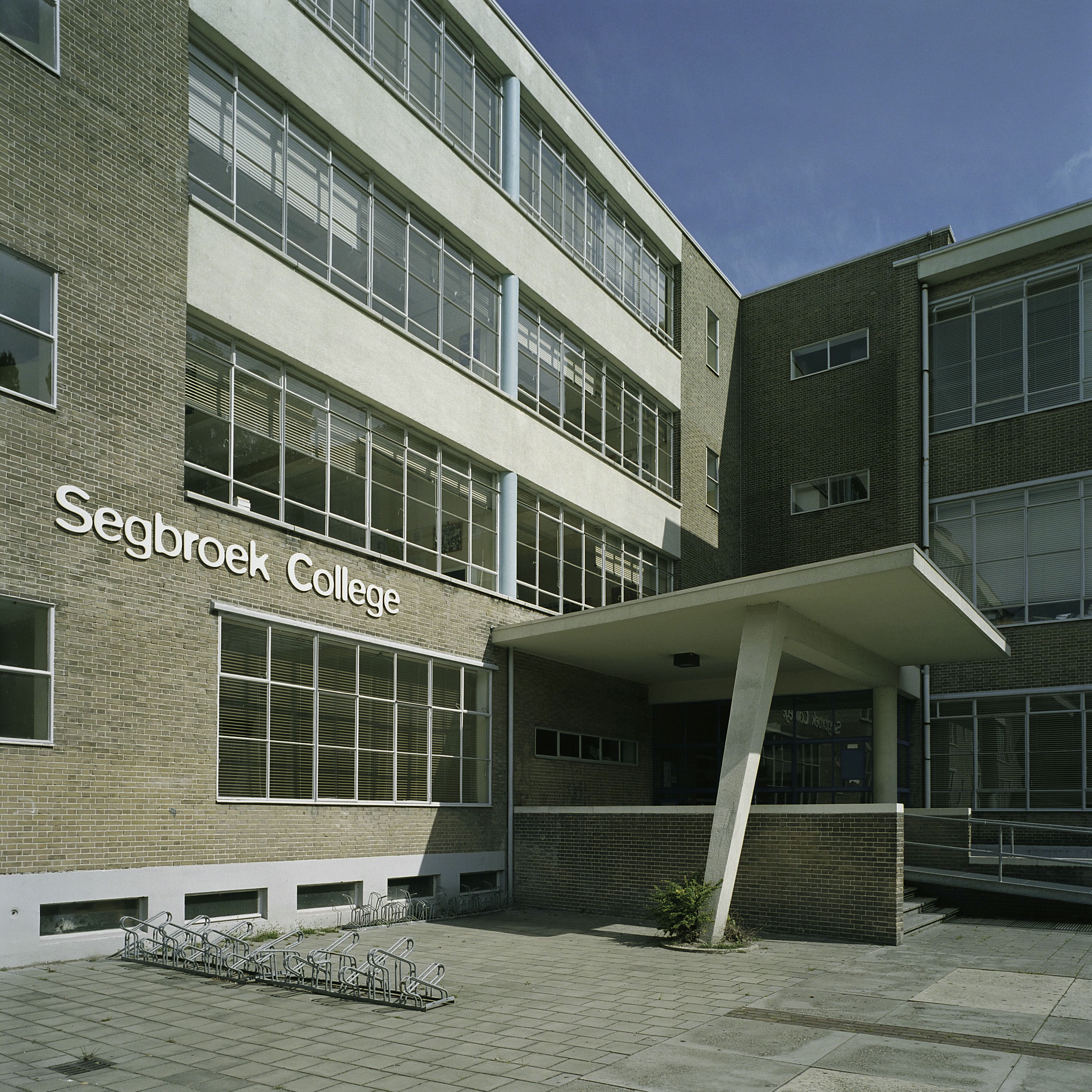
Ingang Goudsbloemlaan

Het Segbroek College is een openbare scholengemeenschap voor het voortgezet onderwijs (mavo, havo, atheneum en gymnasium) in de Nederlandse plaats Den Haag. De school heeft twee vestigingen aan de Klaverstraat en de Goudsbloemlaan in de Bomen- en Bloemenbuurt, waarvan beide gebouwen rijksmonumenten zijn. De school telt momenteel 1596 leerlingen en 182 medewerkers. De school is genoemd naar het Haagse stadsdeel Segbroek, waarin het is gelegen.
Segbroek College is de enige topsport talentschool en cultuurprofielschool in de regio Haaglanden, en staat er bekend om dat het een kweekvijver betreft voor vele Nederlands sporttalent en cultuurtalenten.

## Geschiedenis
De vestiging Klaverstraat werd in 1955 gebouwd door architect Sjoerd Schamhart voor het Grotius Lyceum. De school was een van de laatste constructies die stedenbouwkundig waren ingepland in het naoorlogse Den Haag als onderdeel van het wederopbouwplan Sportlaan-Zorgvliet, dat Willem Dudok in 1946 ontwierp. De opvallende tableaus bij de entreepartij van het gebouw zijn ontworpen door de Haagse kunstenaar W.J. Rozendaal. Schamhart bouwde de school geoptimaliseerd voor het daltononderwijs met vaklokalen voor elke leerkracht, en de mogelijkheid dat leerlingen tussen lesuren van lokaal wisselden, met een grote hal en meerdere trappenhuizen. Ruimte voor zelfstandig leren werken was er ook met werknissen in de gangen van het gebouw. In 1968 leidde een fusie tot het ontstaan van de Scholengemeenschap Hugo de Groot, die gebruik bleef maken van het gebouw. Tussen 1993 en 1998 werd het gebouw fors uitgebreid door atelier PRO (Leon Thier en Hans Karsen). Twee bijkomende bouwvolumes werden toegevoegd, verbonden door een glaswand. Het oorspronkelijke bouwvolume werd bijna volledig intact gelaten. Atelier PRO ontving er de Scholenbouwprijs (2000) in de categorie "Verbouwing en Inpassing" voor.
Het Tweede Vrijzinnig-Christelijk Lyceum was de eerste bewoner van de school op de locatie Goudsbloemlaan in de voormalige Segbroekpolder. Het Tweede VCL verhuisde in 1956 naar dit nieuwe schoolgebouw aan de Goudsbloemlaan, ontworpen door architect J.J.P. Oud. In 1970 ging die school een fusie aan met de voormalige Nuts-mulo Exloostraat. In 1981 fuseerde het Tweede VCL nogmaals, ditmaal met de Scholengemeenschap Hugo de Groot, en daarmee ontstond het Segbroek College.

## Bekende oud-leerlingen
- Yvette Broch (geb. 23 december 1990), handbalster voor Franse Metz Handball en Nederlands handbalteam. Meervoudig medaillewinnaar wereld- en Europese kampioenschappen
- Samora Bergtop (geb. 16 december 1978), actrice en musicalster
- Kiki Bertens (geb. 10 december 1991), proftennisster. Hoogst genoteerde Nederlandse tennisspeelster ooit
- Daniel Cornelissen (geb. 1989), acteur. Bekend van o.a. zijn rollen in series als Jeuk en Nieuw Zeer
- Jip Dicke, hockeyster voor Jong Oranje. Wereldkampioene
- Anicka van Emden (geb. 10 december 1986), judoka. Meervoudig medaillewinnaar Olympische Spelen, wereld- en Europese kampioenschappen
- Robin Haase (geb. 6 april 1987), proftennisser
- Daryl Janmaat (geb. 22 juli 1989), voetballer van Newcastle United en in het Nederlands voetbalelftal
- Tony Jas jr. (geb 27 januari 1999), kickbokser. Meervoudig Nederlands en Europees kampioen Muay Thai/kickboksen
- Alexei Kervezee (geb. 11 september 1989), cricketspeler voor de Engelse Worcestershire County Cricket Club en het Nederlands cricketelftal
- Tim Krul (geb. 3 april 1988), doelman van Newcastle United en het Nederlands voetbalelftal
- Laura van Leeuwen (geb. 22 april 1986), turnster, olympisch atleet
- Bo Maerten (geb. 10 oktober 1992), actrice
- Robin van der Meer (geb. 21 februari 1995), voetballer
- Kjeld Nuis (geb. 10 november 1989), langebaanschaatser. Meervoudig olympisch kampioen en wereldkampioen
- Lara van Ruijven (28 december 1992 – 10 juli 2020), shorttrackster. Meervoudig olympisch, wereld- en Europees kampioen
- Arantxa Rus (geb. 13 december 1990), proftennisster
- Kalian Sams (geb. 25 augustus 1986), honkbalspeler voor L&D Amsterdam. Wereldkampioen en Europees kampioen honkbal
- Arvin Slagter (geb. 19 september 1985), basketballer voor Nederlandse professionele basketbalclub Donar
- Steven van de Velde (geb. 8 augustus 1994), beachvolleybalspeler. Meeroudig nationaal kampioen en medaillewinnaar wereldkampioenschappen
- Bas de Vries, onderzoeksjournalist voor de NOS
- Frans "Spike" van Zoest (geb. 28 mei 1984), songwriter, gitarist en tweede zanger van Nederlandse rockband DI-RECT

## Bekende oud-docenten
- Sarina Wiegman (geb. 26 oktober 1969), bondscoach van het Nederlands vrouwenelftal en van Engeland